# La Patrie
La Patrie was een katholiek dagblad in Brugge, spreekbuis van de katholieke partij, uitgegeven van 1848 tot 1940.

## Voorgeschiedenis

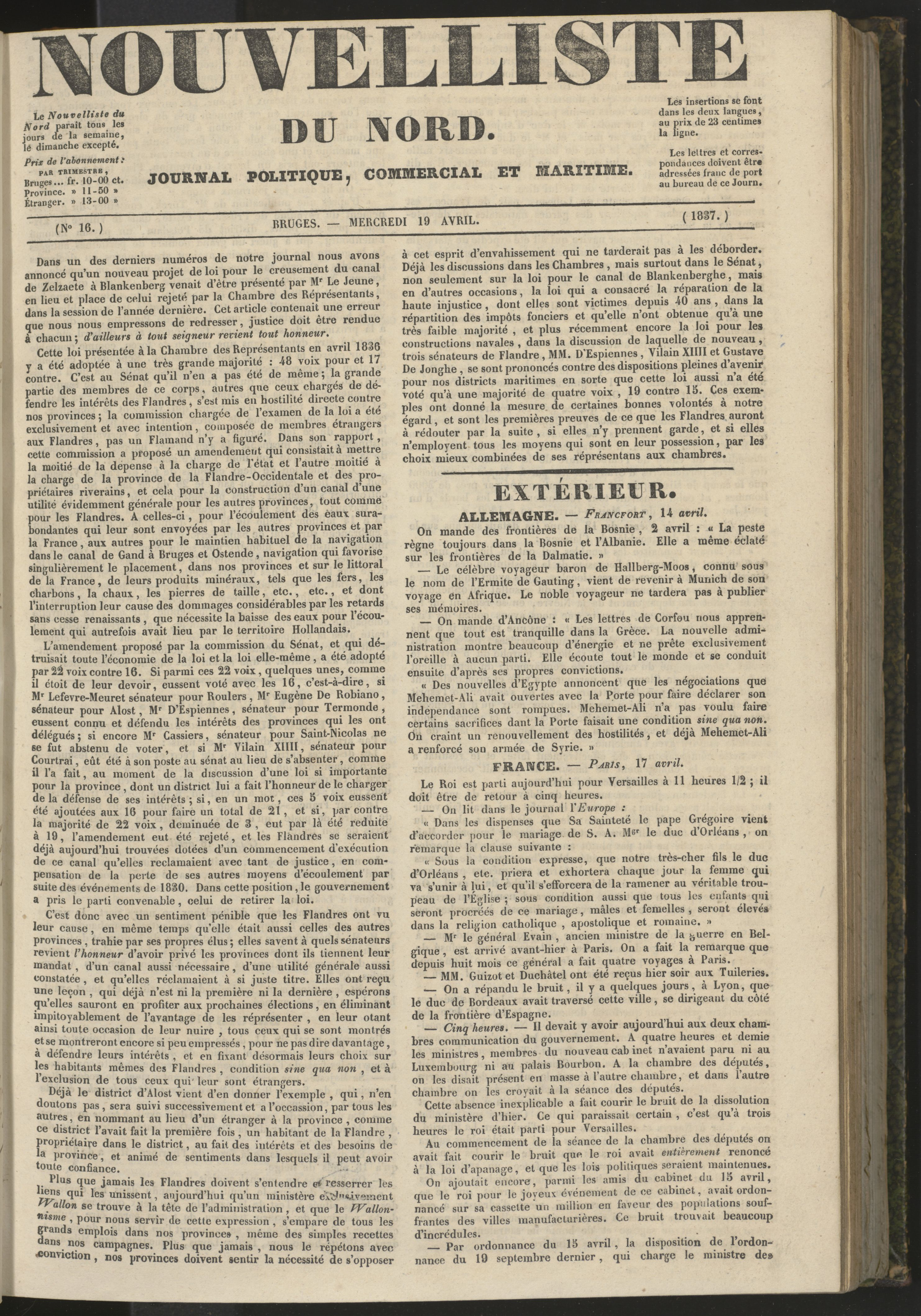
Voorpagina van Le Nouvelliste Du Nord van 19 april 1837. Krant bewaard in en gedigitaliseerd door Openbare Bibliotheek Brugge.

Vanaf 1 april 1837 werd in Brugge een dagblad gepubliceerd onder de naam Le Nouvelliste du Nord. De krant zag het licht als Franstalige dubbelganger van de Standaerd van Vlaenderen. Vanaf 2 oktober 1837 werd de naam gewijzigd in Le Nouvelliste des Flandres. Het laatste nummer verscheen op 30 april 1848 en op 1 mei 1848 verscheen het eerste nummer van de opvolger, La Patrie. 
De eerste namen die met de krant verbonden waren, waren die van Jean-Pierre Van Hoorebeke-De Vliegher als drukker-uitgever en van Albert Verstraete-Yserbyt (†1885) als redacteur. De krant had een katholieke en unionistische beleidslijn. Het is zeer waarschijnlijk dat ze door de bisschop van Brugge en door vooraanstaande leden van de katholieke politieke leiding in Brugge financieel werd ondersteund.
De overgang naar La Patrie gebeurde zonder problemen. De drukker-uitgever bleef dezelfde, maar de hoofdinvesteerder was voortaan Rombout Boeteman-Janssens, eigenaar van de Standaerd van Vlaanderen en schoonvader van Albert Verstraete-Yserbyt.

## Geschiedenis

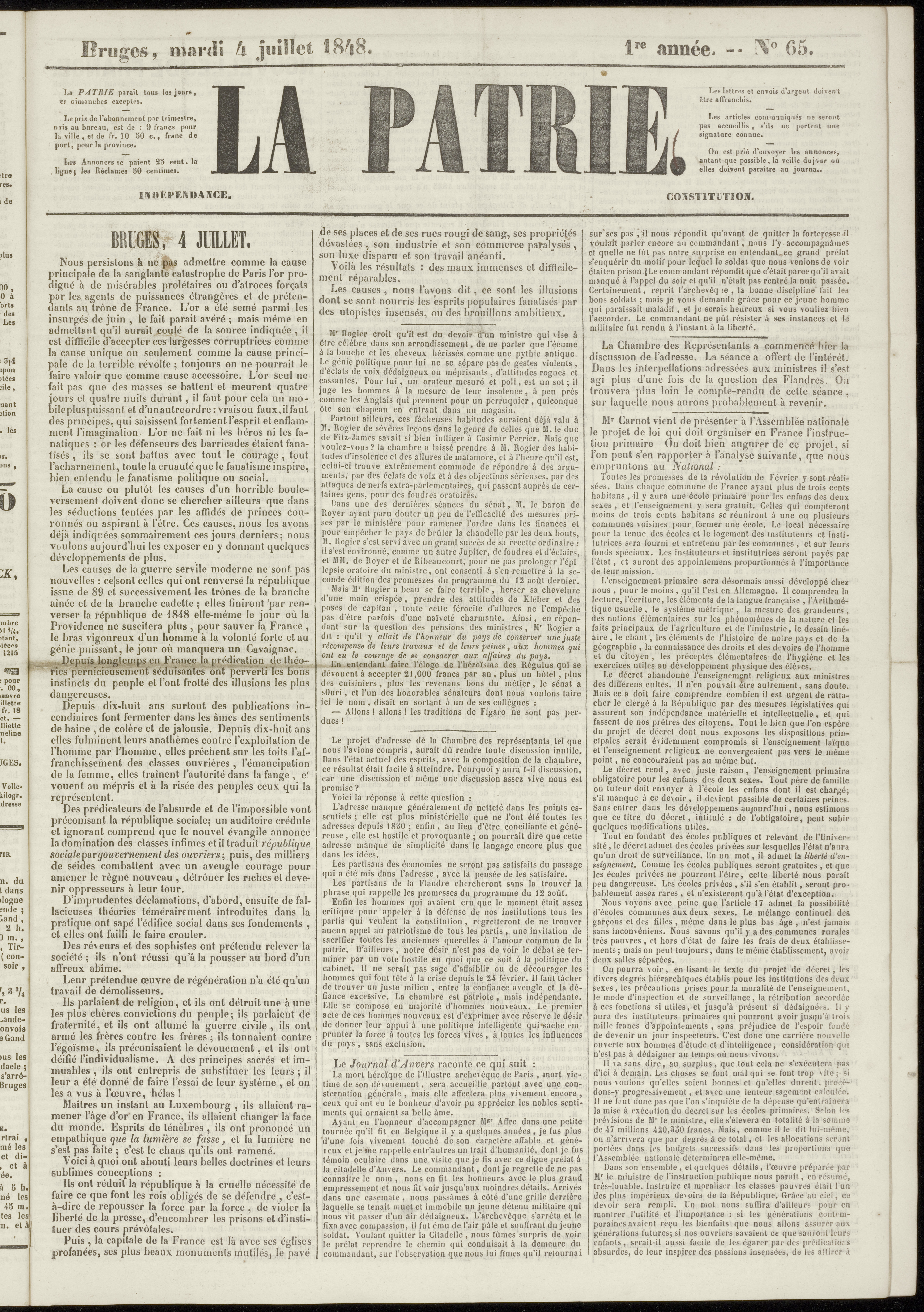
Voorpagina van de La Patrie van 4 juli 1848. Krant bewaard in en gedigitaliseerd door de Openbare Bibliotheek Brugge.

Tijdens de jaren 1848-1852 stond La Patrie onder de leiding van Rombout Boeteman en volgde helemaal dezelfde lijn als die van De Standaerd van Vlaenderen. Als hoofdredacteur fungeerde de vroegere orangist en antiklerikaal Pierre Lebrocquy (1797-1864), die tot het katholieke kamp was toegetreden. Hij bleef trouw de richtlijnen volgen die vanuit het bisdom kwamen, tot aan het einde van zijn contract in april 1851. In december 1851 verkocht Boeteman de krant, evenals de Standaerd van Vlaenderen, aan het bisdom Brugge. Die verkocht beide kranten op zijn beurt aan Amand Neut.
Vanaf 1 januari 1852 was de Gentse krantenuitgever Amand Neut uitgever, drukker en hoofdredacteur van La Patrie. Hij werd ook de auteur van het overgrote deel van de gepubliceerde teksten en volgde hierin trouw de richtlijnen die hij vanuit het bisdom of vanuit de katholieke kiesvereniging ontving. Hij werd in 1862 opgevolgd door zijn zoon Edouard Neut (1812-1884). Hij werd op zijn beurt opgevolgd door zijn zoon Edmond Neut (1845-1922).
Onder hun leiding werd La Patrie niet alleen in Brugge een gezaghebbend blad, maar verwierf het een nationale uitstraling en werd het als een van de belangrijkste organen beschouwd van de katholieke partij in België. Naast de eigenaars, werkten talrijke personaliteiten die tot de katholieke partij behoorden, aan de krant mee.
In 1909 volgde Gustave Stock de familie Neut op en herstelde hierdoor de eenheid binnen de katholieke partij tussen La Patrie en het ondertussen partijblad geworden De Gazette van Brugge, als opvolgster van het in 1898 verdwenen Standaerd van Vlaenderen.
Na de Eerste Wereldoorlog bleef La Patrie de officiële spreekbuis van de katholieke partij en kreeg verder de steun zowel van de partij als van het bisdom. Gustave Stock werd niet langer als uitgever en hoofdredacteur behouden. De leiders van de partij waren toen notaris Henri Van Caillie en kanunnik Achiel Logghe. Het was niet langer een dagblad, maar een weekblad. Vanaf 1922 kwam er een Nederlandstalige tegenhanger onder de naam Het Belfort (1922-1940), hoofdzakelijk geleid door kanunnik Logghe.
Vanaf 1928 kreeg de krant de concurrentie van La Flandre Maritime, een weekblad opgericht door de dissidente conservatieve groep van de Katholieke Burgersgilde binnen de katholieke partij.
Toen de krant als gevolg van de oorlog vanaf mei 1940 niet meer verscheen, was ze al zodanig verzwakt, dat ze in 1944 niet meer werd hernomen.